# QActions
QActions es una empresa argentina de consultoría en tecnologías de la información (TI) especializada en aseguramiento de la calidad del software, testing de software y automatización robótica de procesos (RPA), con integración de herramientas World-Class e inteligencia artificial. Fundada en 2011, tiene sede en la Ciudad Autónoma de Buenos Aires, Argentina, Asunción, Paraguay y Florida, USA; presta servicios a compañías de pequeña, mediana y gran escala en América Latina, España y Estados Unidos.  
De acuerdo con fuentes del sector, QActions se ha posicionado en la industria de pruebas de software mediante la especialización de más de 25 años de trayectoria de sus fundadores en la materia y gracias a la adopción de herramientas de la empresa Tricentis, en especial en entornos SAP, migraciones de software y todo tipo de pruebas.

## Historia
La empresa se fundó en 2011 en Buenos Aires como una iniciativa de dos profesionales líderes del área de calidad de software que buscaban ofrecer un enfoque integral en aseguramiento de la calidad en entornos empresariales, Alfonsina Morgavi y Javier Marchese.  
Durante sus primeros años, QActions se concentró en proyectos de testing funcional y manual, atendiendo principalmente a clientes de sectores financieros y de servicios públicos. La década de 2010 marcó un cambio significativo en el área del aseguramiento de calidad, con la creciente incorporación de metodologías ágiles y de DevOps, lo que obligó a las compañías proveedoras de servicios de pruebas a adaptarse rápidamente.  
En este contexto, QActions adoptó un enfoque de especialización en la integración de procesos ágiles de prueba, automatización y control de calidad, con el objetivo de posicionarse en el mercado como un socio estratégico para compañías que buscaban eficiencia en el desarrollo de software.  
A partir de 2018, la firma incorporó herramientas de Tricentis, empresa austríaca especializada en software de pruebas. Con esta decisión, la consultora amplió su cartera de servicios hacia pruebas automatizadas, integración continua y RPA, un segmento en rápida expansión en América Latina.
Durante 2020, la firma recibió de Tricentis el Best Services Partner Award LATAM, un reconocimiento que volvió a obtener en 2022, en la categoría Best Partner Services LATAM, con el premio «LATAM qTest Partner of the Year» en los Regional Partner Awards 2022 de Tricentis.. En paralelo, la compañía continuó su expansión regional con la apertura de una filial en Paraguay en 2021.
Tras un gran crecimiento en un corto plazo, a fines de 2024, QActions reorganizó sus operaciones para enfocarse en los servicios de aseguramiento y control de calidad de software en Argentina, Paraguay y Estados Unidos. Esto implicó que QActions SRL operara de manera independiente, consolidando su posición como la entidad principal del grupo, mientras que QActions System mantuvo un papel operativo en paralelo.
Lo que antes era QActions Group ahora es la compañía que opera en Argentina a través de QACTIONS SRL; en Paraguay, mediante QACTIONS S.A.; y en Estados Unidos, con QACTIONS LLC, así, cada entidad mantiene como objetivo ofrecer soluciones de calidad adaptadas a las necesidades específicas, tanto locales como globales.
La dirección de QActions SRL permanece bajo la supervisión de sus socios fundadores, Javier Marchese y Alfonsina Morgavi, quienes continúan liderando la estrategia y el desarrollo de la empresa. 
La reorganización marcó una etapa centrada en reforzar la especialización en aseguramiento y control de calidad de software, optimizando los servicios ofrecidos y consolidando su presencia internacional.
En diciembre de 2024, la organización llevó a cabo un proceso de renovación de identidad corporativa (rebranding) con el objetivo de reafirmar su posicionamiento en las áreas de testing, automatización robótica de procesos (RPA) y consultoría de calidad de software en América Latina. 
En 2025, QActions renovó su certificación del sistema de gestión de calidad conforme a la norma internacional ISO 9001
y también formalizó una alianza con Automation Anywhere, proveedor de soluciones de RPA, IA y Agentic AI (Agentes IA).

## Servicios
QActions ofrece un portafolio de servicios vinculados al ciclo completo de vida de las pruebas de software y la gestión de la calidad:  
- Testing funcional y no funcional manual: incluye pruebas de regresión, pruebas de integración, pruebas de aceptación de usuario y pruebas de performance.
- Automatización de pruebas: mediante el uso de herramientas como Tosca y Testim, la empresa implementa procesos que permiten reducir tiempos y costos asociados al testing manual.
- Gestión de calidad de software: acompañamiento en la definición de métricas, indicadores y auditorías de calidad.
- Automatización robótica de procesos (RPA): desarrollo e implementación de robots de software para procesos repetitivos en áreas administrativas, financieras y de operaciones, optimizados por IA y con Agentes IA.
- Capacitación y consultoría especializada: programas de entrenamiento para equipos de QA y TI.

Estos servicios se aplican en industrias de alto volumen transaccional, como banca, telecomunicaciones, seguros, salud, educación y retail.

## Industrias atendidas
Si bien QActions trabaja con compañías de diversos sectores, la consultora ha centrado su experiencia en industrias que requieren procesos críticos de control de calidad:  
- Sector bancario y financiero: donde las pruebas de software son esenciales para la seguridad transaccional.
- Telecomunicaciones: validación de sistemas de facturación y redes de gran escala.
- Retail: aseguramiento en plataformas de comercio electrónico como Mercado Libre o Naldo.
- Seguros: implementación de sistemas de gestión de clientes y pólizas.
- Salud y educación: validación de sistemas académicos, hospitalarios y administrativos.

## Alianzas estratégicas
La empresa mantiene una relación de colaboración con la firma Tricentis, conocida por sus soluciones de testing y automatización, entre ellas Tosca, qTest y Testim. Esta alianza permite a QActions ofrecer servicios de implementación y consultoría en dichas herramientas.  
Asimismo, ha participado numerosas veces en ecosistemas vinculados a SAP en Argentina, llegando a ser Gold Memeber Partner de SAP, entre 2019 y 2024. 
En 2025, QActions anunció una alianza estratégica con Automation Anywhere, compañía estadounidense especializada en software de automatización robótica de procesos (RPA, por sus siglas en inglés). El acuerdo se enmarca en la estrategia de la firma argentina de ampliar su portafolio de soluciones en automatización aplicada al aseguramiento de la calidad y la transformación digital de procesos empresariales.  
Automation Anywhere ofrece una plataforma de RPA que permite automatizar flujos de trabajo mediante el uso de robots de software. Sus soluciones incluyen bots de inteligencia artificial, herramientas de análisis de procesos, automatización en la nube y asistentes digitales que integran aprendizaje automático para tareas repetitivas. La alianza posibilita que QActions incorpore estas herramientas en proyectos de automatización orientados a sectores como banca, telecomunicaciones, retail y salud, así como en PyMEs o sistemas de cualquier tipo.

## Perspectiva y tendencias
La adopción de automatización de pruebas y de RPA en Latinoamérica ha tenido un crecimiento sostenido, y QActions participa de esa transformación al ofrecer servicios en procesos de calidad de software y eficiencia operativa.  
Según análisis de mercado, el sector de aseguramiento de calidad está cada vez más integrado a los procesos de desarrollo ágil y DevOps, y las empresas consultoras en QA han debido adaptarse para mantenerse competitivas.  
En este escenario, QActions busca posicionarse como un socio tecnológico capaz de acompañar la transición hacia la automatización, la inteligencia artificial y la gestión integral de la calidad.  